# Mirela Barbălată
Mirela Barbălată (23 de outubro de 1967) é uma ex-atleta de ginástica artística romena. Em 1983, ela ganhou a medalha de prata por equipe no Campeonato Mundial de Ginástica Artística de 1983. Na mesma competição, ela teve um dez perfeito na mesa e teve a pontuação mais alta na qualificação para o salto final. No entanto, ela não competiu na final da mesa. As finalistas romenas da mesa foram Lavinia Agache e Ecaterina Szabó, que conquistaram a prata e o bronze, respectivamente. Após a aposentadoria de ginástica artística, Mirela emigrou para a Alemanha, onde se casou com o maratonista alemão Christian Hübner. Junto com seu marido, ela está competindo em competições de maratona.